# جنگل اقیانوس اطلس
جنگل اقیانوس اطلس (به پرتغالی: Restingas da Costa Atlântica) یک منطقهٔ مسکونی و جنگل در برزیل است.